# Slanke waterkers

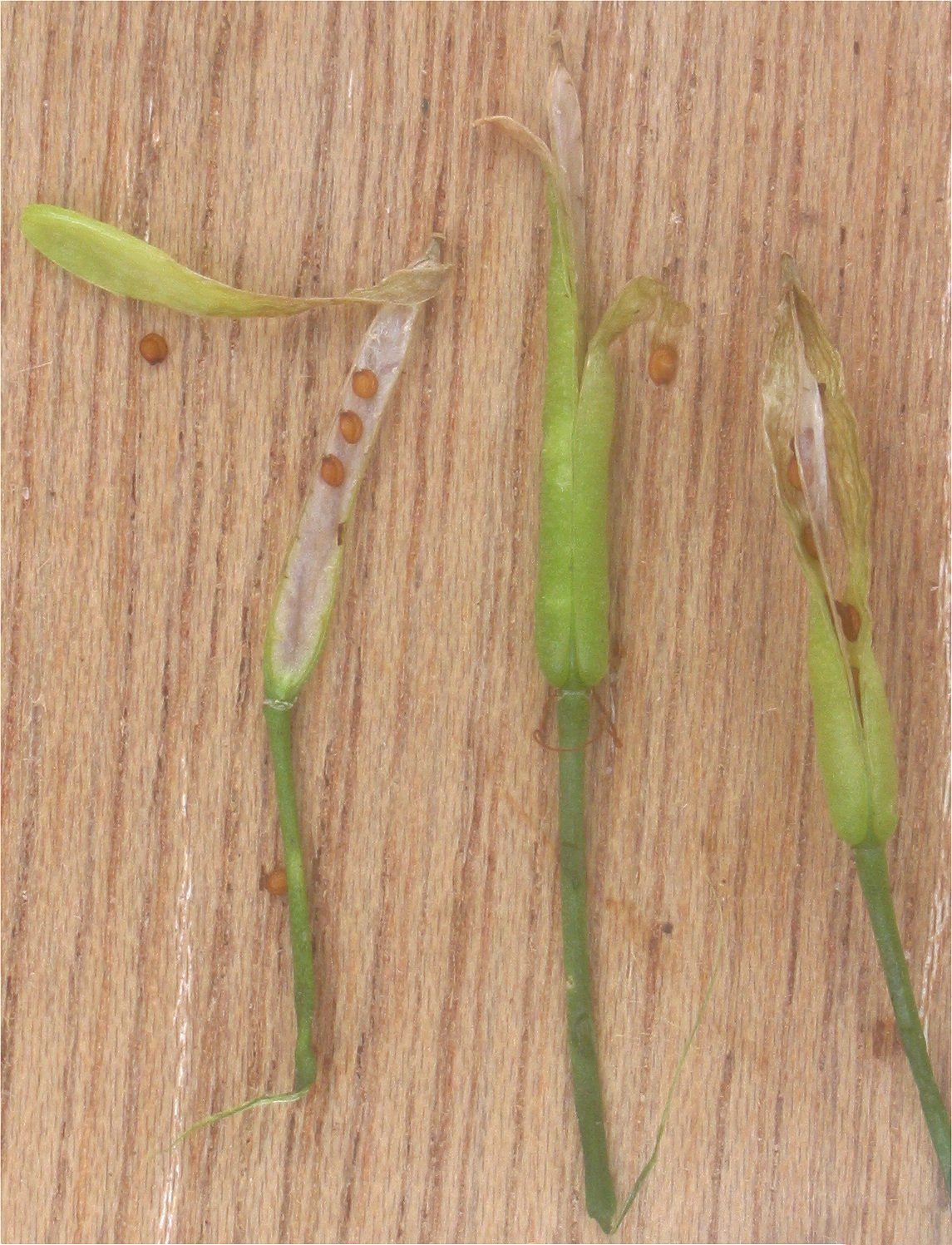
Hauwen

De slanke waterkers (Rorippa microphylla, basioniem: Nasturtium microphyllum) is een vaste plant uit de kruisbloemenfamilie (Brassicaceae). De soort komt voor in Eurazië. De plant lijkt op de witte waterkers (Rorippa nasturtium-aquaticum), maar verschilt daarvan door de iets langere vrucht, de in elk hokje in een enkele rij in plaats van twee rijen liggende zaden en met ongeveer twee keer zoveel mazen op het zaad.
Deze plant groeit aan en in het water van beken, sloten en poelen. Het is een slappe plant, die onbehaard is en 10–90 cm hoog wordt. De holle, vierkantige, vlezige stengel is aan de onderkant kruipend en wortelend. De geveerde bladen hebben ovale deelblaadjes.
De plant bloeit met een tros van mei tot de herfst. De witte bloempjes hebben 6 mm lange kroonblaadjes, die ongeveer tweemaal zo lang zijn als de kelkblaadjes.
De vrucht is een onbehaarde hauw met een lengte van 1,6-2,2 cm. In elk hokje komt een rij zaden voor. De zaden zijn netvormig getekend met op beide zijden circa honderdmazen.